# Барт снял номер в гостинице
«Барт снял номер в гостинице» (англ. Bart Got a Room) — американская комедия сценариста и режиссёра Брайана Хевера. В главных ролях — Стивен Каплан, Алия Шокат, Уильям Мэйси и Шерил Хайнс. Премьера картины состоялась 25 апреля 2008 года на кинофестивале «Трайбека». 3 апреля 2009 года фильм вышел в прокат ограниченным тиражом в США; 28 июля 2009 года был выпущен на DVD.

## Сюжет
История о неудачных попытках зануды-старшеклассника Дэнни Штейна устроить выпускной вечер, в то время как его разведённые родители безуспешно пытаются обрести любовь. В названии фильма упомянут самый непопулярный ученик в школе, Барт Бибер, который не только устроил свидание на выпускной, но и после него снял номер в отеле. Последнее обстоятельство стало источником большого беспокойства как для Дэнни Штейна, так и для его семьи.

## В ролях
| Актёр                | Роль          |
| -------------------- | ------------- |
| Эшли Бенсон          | Алиса         |
| Стивен Каплан        | Дэнни Штейн   |
| Уильям Мэйси         | Эрни          |
| Шерил Хайнс          | Бет Штейн     |
| Алия Шокат           | Камилла       |
| Брэндон Гардести     | Крэйг         |
| Кейт Микуччи         | Эбби          |
| Джон Полито          | Боб           |
| Дженнифер Тилли      | Мелинда       |
| Кэти Макклеллан      | Герти         |
| Дина Мэнофф          | миссис Гудсон |
| Майкл Мантелл        | доктор Гудсон |
| Чад Джеймиан Уильямс | Барт Бибер    |
| Анджелина Ассерето   | Марси         |
| Сэм Азуз             | дядя Уолтер   |

## Производство
Съемки картины проходили в городе Голливуд, в штате Флорида. Фильм представляет собой полу-автобиографическую историю, основанную на школьных годах Брайана Хекера в Южной Флориде. Некоторые сцены были сняты в средней школе Голливуд-Хиллз. Фильм стал первым совместным проектом Алии Шокат, Дины Манофф и Майкла Мантелла после их появления в телесериале 2001—2002 годов «Состояние благодати».

## Критика
Картина получила награды в номинации «Лучший фильм фестиваля» на Международном кинофестивале в Форт-Лодердейле, Эшвиллском кинофестивале и Чикагском кинофестивале Джен Арт. На агрегаторе рецензий Rotten Tomatoes фильм имеет 70% положительный рейтинг на основе 37 рецензий со средней оценкой 6,2/10. Критический консенсус веб-сайта гласит: «Много добродушных и хорошо поставленных сцен снимают напряженность в старшей школе, создавая подростковую комедию, подходящую для всей семьи». На сайте другого агрегатора рецензий Metacritic фильм получил 57 баллов из 100 по мнению 8 критиков, что указывает на «смешанные или средние отзывы».
Грег Куилл в издании «Звезда Торонто» назвал фильм «комедией нравов с добродушными нюансами», высоко оценив «тёплую чувственность» картины, напоминающую «Дни радио» Вуди Аллена, «разумный монтаж и великолепно контролируемое исполнение», в заключении отметив, что фильм «избегает большинство клише жанра, он также избегает предсказуемой развязки. Нестандартный финальный акт — смелый, трогательный сюрприз» .
Бетси Шарки в издании «Время Лос-Анджелеса» предположила, что режиссёру было сложно работать с актёрской парой Мэйси и Хайнс; по мнению критика, последняя была «недостаточно раскрыта» в своей роли. Затем она отметила хорошую игру пары Каплан и Шокат, найдя первого «привлекательным» и «хорошо справившимся с задачей, придав своему персонажу наивность и отчаяние ребенка, надеющегося изменить то, что кажется «уничтожит» его жизнь».

## Музыка
В начале фильма звучит песня «Пой, пой, пой и чувствуй ритм» в исполнении оркестра средней школы Голливуд-Хиллз в концертном зале Голливуд-Бич-Бэндшелл.